# Hemisphaerius scymnoides
Hemisphaerius scymnoides är en insektsart som beskrevs av Walker 1862. Hemisphaerius scymnoides ingår i släktet Hemisphaerius och familjen sköldstritar. Inga underarter finns listade i Catalogue of Life.